# Fantasidage
Fantasidage er en dansk dokumentarfilm fra 1986, der er instrueret af Alice Faber.

## Handling
Denne artikel mangler et handlingsreferat. Hjælp os med at skrive det.